# 다비드 헨드리크 샤세
다비드 헨드리크 샤세(네덜란드어: David Hendrik Chassé)는 18세기 후반부터 19세기 중반까지 활약한 네덜란드의 군인으로, 프랑스 혁명 전쟁과 나폴레옹 전쟁에서 활약했다. 반도 전쟁 당시 홀란드스 여단을 이끌었고, 워털루 전투에서는 제3네덜란드사단을 지휘했다. 1830년 벨기에 혁명에도 참전했고, 1839년 런던 조약을 통해 전쟁이 끝난 이후 네덜란드군에서 은퇴했다.

## 생애

### 유년기
다비드는 오래된 위그노 가문 출신인 카럴 요한 샤세의 아들로, 그의 아버지는 네덜란드 공화국군의 소령이었으며, 어머니는 마리아 요한나 헬레나 스휠이었다. 그는 페트뤼스 테오도뤼스 샤세의 동생이기도 하다. 그는 1786년 11월 10일에 요한나 아드리아나 판 니우번호번과 결혼하였으나, 1795년에 이혼하였다. 그의 두 번째 결혼은 1796년 4월 12일, 영국인 과부 엘리자베스 아일리시와 재혼하였으며, 이들 사이에는 아들 하나가 있었다. 그러나 이 결혼 역시 1816년에 이혼으로 끝났다.

### 군 경력
샤세는 1775년, 열 살의 나이에 아버지가 복무하던 네덜란드 공화국 군대의 부대에 소년 사관후보생으로 입대하였다. 이후 1781년에는 소위로, 1787년에는 대위로 승진하였다. 그러나 그는 1787년, 오라녜 공 빌럼 5세의 전제적인 통치에 반대하는 파트리오트 운동에 동조하게 되면서 군 직책을 사임하였다. 그는 곧바로 파트리오트 자유군의 대위로 활동하게 되었고, 그해 프러시아 군이 빌럼을 권좌로 복귀시키기 위해 침공해오자 뫼이덴과 베스프를 방어하는 전투에 참여하였다. 이러한 행동으로 인해 그는 많은 파트리오트 동지들과 함께 프랑스로 망명해야만 했다. 그가 프랑스로 떠난 또 다른 이유는 결투 도중 사람을 죽인 사건 때문이었다.
1788년, 샤세는 프랑스 왕실군에 소위로 임관하였다. 1789년 프랑스 혁명이 일어난 뒤에는 프랑스 혁명군에 합류하여 제1차 대프랑스 동맹 전쟁에 참전하였다. 1793년에는 자유 외인부대의 대위로서 보병 사냥꾼 부대인 제1중대를 지휘하였다. 그해 2월에는 뒤무리에 장군과 함께 네덜란드 공화국을 침공하는 작전에 참여하였다. 1794년 11월에는 중령으로 진급하였고, 샤쇠르 제3대대의 지휘관으로 임명되었다. 이 부대는 단델스 장군이 이끄는 여단의 일부였다. 같은 해 전투 중 샤세는 오른팔 윗부분에 부상을 입었는데, 이 부상으로 인해 그는 평생 글쓰기에 어려움을 겪게 되었다. 샤세가 지휘하던 대대는 단델스의 봄멀러바르트 공세와 잘트보멜 점령 작전에서 선봉을 맡았으며, 이는 1795년 1월 네덜란드 공화국이 몰락하기 직전에 벌어진 일이었다.
샤쎄는 1795년 7월 8일, 바타비아 공화국에 복무하게 되었으며, 당시 계급은 중령으로 예허르스(Jagers) 제2대대의 지휘관이었다. 이 직책으로 그는 1796년 라인 강 전역에 참전하였고, 단델스 휘하에서 클레베르를 지원하는 임무를 수행하였다. 전반적으로는 주둔 임무를 맡는 일이 많았으나, 1799년에는 그의 예허르 부대와 함께 프랑스-바타비아 연합군의 일원으로 영국-러시아 연합군의 네덜란드 침공을 저지하는 데 참여하였다. 1800년에는 프랑스군의 북독일 원정에 참가한 여러 대대를 지휘하였으며, 뷔르츠부르크(Würzburg) 공성전에서는 공식 보고서에 그 이름이 언급될 정도로 활약하였다. 이후 1803년에는 대령으로, 1806년에는 홀란트 왕국 체제 아래서 소장으로 승진하였다.
1808년, 루이 보나파르트는 그를 프랑스군의 스페인 원정에 파견될 네덜란드 여단의 지휘관으로 임명하였다. 이 여단은 르발 사단(Division-Leval)의 일부로 편성되었고, 이는 루이 왕의 형 나폴레옹이 요구한 병력 지원이었다. 샤세는 스페인에서의 격렬한 게릴라 전쟁 속에서도 뛰어난 전공을 세웠으며, 특히 1809년 소르노사(Zornoza), 메사스 데 이보르(Mesas de Ibor), 탈라베라(Talavera), 알모나시드(Almonacid), 오카냐(Ocaña) 전투에서 용맹을 떨쳤다. 특히 오카냐 전투에서는 르발 사단의 지휘권까지 넘겨받아 총지휘를 맡았다. 이러한 전공을 인정받아 루이 보나파르트는 1810년 7월 1일, 샤세에게 ‘남작’ 작위를 수여하였다. 그러나 단 일주일 뒤, 나폴레옹은 홀란트 왕국을 프랑스에 병합해버렸다. 샤세는 다른 많은 네덜란드인들과 마찬가지로 이 병합을 못마땅하게 여겼으며, 나폴레옹이 1811년 6월 30일에 발행한 ‘제국 남작(baron de l'Empire)’ 작위 증서조차 수락하지 않았다. 그럼에도 불구하고 그는 프랑스 제국군에 통합된 이후에도 계속 복무를 이어갔다.